# Hasan Izzet Pacha
Pour les articles homonymes, voir Izzet Pacha.
Hasan Izzet Pacha, devenu sous la République Hasan İzzet Arolat, est un militaire de l'Armée ottomane, né en 1871 à Aksaray (quartier d'Istanbul) et mort le 3 mars 1931 à Alep en Syrie mandataire. Pacha est un titre de fonction.

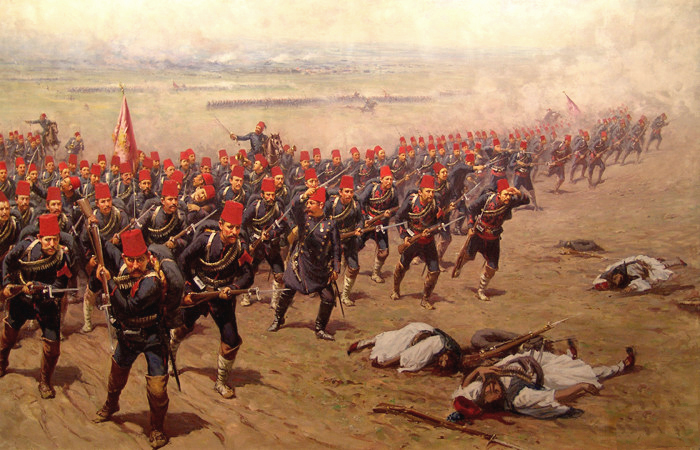
Bataille de Domokos (1897), peinture ottomane par Fausto Zonaro

Il étudie à l'École militaire ottomane (Mekteb-i Füsûn-u Harbiyye-i Şâhâne). Il est attaché à l'état-major impérial en 1894 et enseigne à l'École de guerre à partir d'octobre 1896. En avril 1897, il est affecté à la garnison  d'Elassóna en Thessalie. Pendant la guerre gréco-turque de 1897, il prend part à la bataille de Domokos (17 mai 1897). Après la guerre, il enseigne la tactique à l'École de guerre et est envoyé comme inspecteur des examens aux lycées militaires d'Edirne et de Damas. En 1907, il est envoyé comme observateur aux manœuvres de l'armée du royaume de Roumanie. En juin 1908, il est nommé membre du tribunal militaire, alors chargé d'importantes affaires. 
Hasan Izzet est ensuite nommé à la tête de la 17e division à Serrès  (vilayet de Salonique en Macédoine). Lors de la contre-révolution ottomane de mars-avril 1909, tentative avortée pour rétablir l'absolutisme du sultan Abdulhamid II contre le régime constitutionnel des Jeunes-Turcs, Hasan Izzet prend la tête de l'Armée d'action (Hareket Ordusu) afin de rétablir le régime constitutionnel. En 1911, il est nommé chef de la 1re division à Harbiye (Istanbul). 

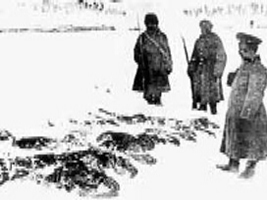
Soldats russes devant les corps de soldats ottomans gelés à la bataille de Sarikamis, novembre-décembre 1914

Pendant la Première Guerre balkanique (1912-1913), il est nommé à la tête de la 9e division dans l'Armée de l'Est (en) chargée de défendre la Thrace orientale (vilayet d'Andrinople) contre l'armée bulgare. Il participe à la première bataille de Tchataldja (17-18 novembre 1912) où les Ottomans, commandés par Nazım Pacha, parviennent à arrêter l'avance bulgare à quelques kilomètres de Constantinople. Pendant la Deuxième Guerre balkanique (1913), il commande le IIe corps (en) de l'armée de Çatalca (en) et prend part à la victoire ottomane de la deuxième bataille d'Andrinople (d) (21 juillet 1913). Après l'armistice, le 24 décembre 1913, il est nommé à la tête du IIIe corps (en)
Le 1er novembre 1914, au début de la Première Guerre mondiale en Orient, Hasan Izzet est nommé à la tête de la 3e armée dans l'est de l'Anatolie, à la frontière du Caucase russe. En raison de l'état sanitaire et de la mauvaise préparation de l'armée, il s'oppose à l'offensive immédiate réclamée par le ministre de la guerre Enver Pacha contre l'Armée impériale russe. Il est relevé de son poste le 18 décembre 1914 et Enver Pacha prend lui-même la tête de l'armée, la conduisant au désastre lors de la bataille de Sarikamis. 
Il prend sa retraite le 1er octobre 1915. Il meurt à Alep en 1931. Un de ses fils est le poète Ali Mümtaz Arolat (tr) (1897-1967).